# Ipswich Castle
Ipswich Castle ist eine abgegangene mittelalterliche Burg in der Stadt Ipswich in der englischen Grafschaft Suffolk. Heute ist davon nichts mehr erhalten.

## Geschichte
Ipswich Castle wurde nach der normannischen Eroberung Englands 1066 in der Stadt Ipswich errichtet. Zwei Standorte werden für möglich gehalten: Das heutige Arboretum der Stadt oder die Erhebung in der Nähe der Stephanskirche.
Im 12. Jahrhundert dominierte die Familie Bigod Suffolk; sie hielten den Titel der Earls of Norfolk, und ihnen gehörten vier große Burgen: Framlingham Castle, Bungay Castle, Walton Castle und Thetford Castle. Die Spannungen zwischen der Krone und den Bigods blieben aber die ganze Zeit über erhalten. Hugh Bigod war einer der rebellischen Barone im Bürgerkrieg der Anarchie während der Regierungszeit von König Stephan; ihm unterstand auch Ipswich Castle. Am Ende des Konfliktes fiel König Stephan in Hugh Bigods Territorium ein und nahm 1153 Stadt und Burg Ipswich ein.
Nachdem Heinrich II. an die Macht gekommen war, versuchte er, den königlichen Einfluss wieder auf die gesamte Region auszudehnen, aber Hugh Bigod hatte die Kontrolle über Ipswich Castle zurückgewonnen. Im Zuge dieses Versuches konfiszierte Heinrich II. im Jahre 1157 die wichtigsten Burgen Bigods, aber dieser Versuch, Bigod zu kontrollieren, schlug fehl, und der Baron schloss sich 1173 der Revolte von Heinrichs Söhnen an. Der Versuch, König Heinrich zu stürzen, war aber ebenfalls nicht erfolgreich und 1176 ordnete dieser an, dass Ipswich Castle als Teil der Strafe für die Bigods zerstört werden sollte. Die Burg wurde nicht wieder aufgebaut, und es sind keinerlei Überreste bis heute erhalten.